# Montù Beccaria
Montù Beccaria (lombardul: Montü) település Olaszországban, Lombardia régióban, Pavia megyében. Lakosainak száma 1607 fő (2023. január 1.). Montù Beccaria Canneto Pavese, Montescano, San Damiano al Colle, Santa Maria della Versa, Zenevredo, Castana, Bosnasco, Rovescala és Stradella községekkel határos.

## Népesség
A település lakossága az elmúlt években az alábbi módon változott:
| Lakosok száma | 1676 | 1641 | 1607 |
|               | 2017 | 2018 | 2023 |